# Vernay (Rhône)
Pour les articles homonymes, voir Vernay.
Vernay est une commune française, située dans le département du Rhône en région Auvergne-Rhône-Alpes.

## Géographie

### Climat
Pour des articles plus généraux, voir Climat d'Auvergne-Rhône-Alpes et Climat du Rhône.
En 2010, le climat de la commune est de type climat des marges montargnardes, selon une étude du Centre national de la recherche scientifique s'appuyant sur une série de données couvrant la période 1971-2000. En 2020, Météo-France publie une typologie des climats de la France métropolitaine dans laquelle la commune est exposée à un climat de montagne ou de marges de montagne et est dans la région climatique  Nord-est du Massif Central, caractérisée par une pluviométrie annuelle de 800 à 1 200 mm, bien répartie dans l’année. 
Pour la période 1971-2000, la température annuelle moyenne est de 10,4 °C, avec une amplitude thermique annuelle de 15,8 °C. Le cumul annuel moyen de précipitations est de 1 104 mm, avec 11,4 jours de précipitations en janvier et 8,4 jours en juillet. Pour la période 1991-2020, la température moyenne annuelle observée sur la station météorologique de Météo-France la plus proche, « Saint-Didier-Beaujeu », sur la commune de Saint-Didier-sur-Beaujeu à 1 km à vol d'oiseau, est de 11,2 °C et le cumul annuel moyen de précipitations est de 934,2 mm,. Pour l'avenir, les paramètres climatiques de la commune estimés pour 2050 selon différents scénarios d'émission de gaz à effet de serre sont consultables sur un site dédié publié par Météo-France en novembre 2022.

## Urbanisme

### Typologie
Au 1er janvier 2024, Vernay est catégorisée commune rurale à habitat très dispersé, selon la nouvelle grille communale de densité à sept niveaux définie par l'Insee en 2022.
Elle est située hors unité urbaine et hors attraction des villes,.

### Occupation des sols
L'occupation des sols de la commune, telle qu'elle ressort de la base de données européenne d’occupation biophysique des sols Corine Land Cover (CLC), est marquée par l'importance des forêts et milieux semi-naturels (58,8 % en 2018), une proportion sensiblement équivalente à celle de 1990 (58,7 %). La répartition détaillée en 2018 est la suivante : 
forêts (58,8 %), prairies (35,1 %), zones agricoles hétérogènes (6,1 %). L'évolution de l’occupation des sols de la commune et de ses infrastructures peut être observée sur les différentes représentations cartographiques du territoire : la carte de Cassini (XVIIIe siècle), la carte d'état-major (1820-1866) et les cartes ou photos aériennes de l'IGN pour la période actuelle (1950 à aujourd'hui).

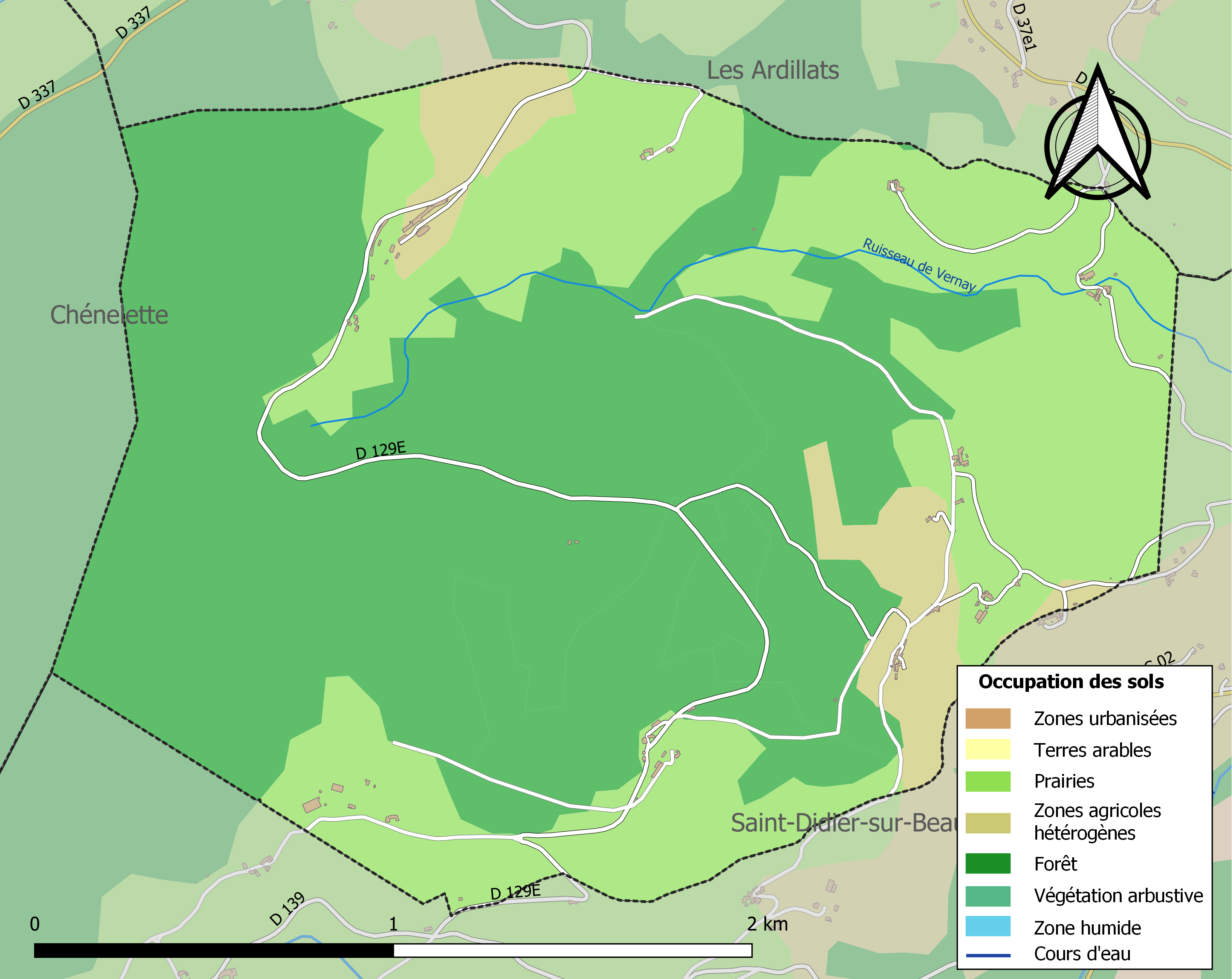
Carte des infrastructures et de l'occupation des sols de la commune en 2018 (CLC).

## Toponymie
Vernay dérive du gaulois verna, « aulne » (lui-même formé sur une racine préceltique vara, « eau »), suivi du suffixe collectif -etum ou -etam, « lieu occupé par - ». Il désigne un bois de vernes, d'aulnes, une aulnaie.

## Histoire
Aucune trace d'occupation n'est attestée pendant la période romaine, tant au niveau archéologique que bibliographique.
La ville aurait été le siège du diocèse de Vernay au Ve siècle.

## Héraldique
|  | Les armes de la commune de Vernay se blasonnent ainsi : De pourpre au chevron renversé d'argent accompagné en chef d'une rose d'or ; au chef de même chargé de trois aulnes de sinople. |

## Politique et administration

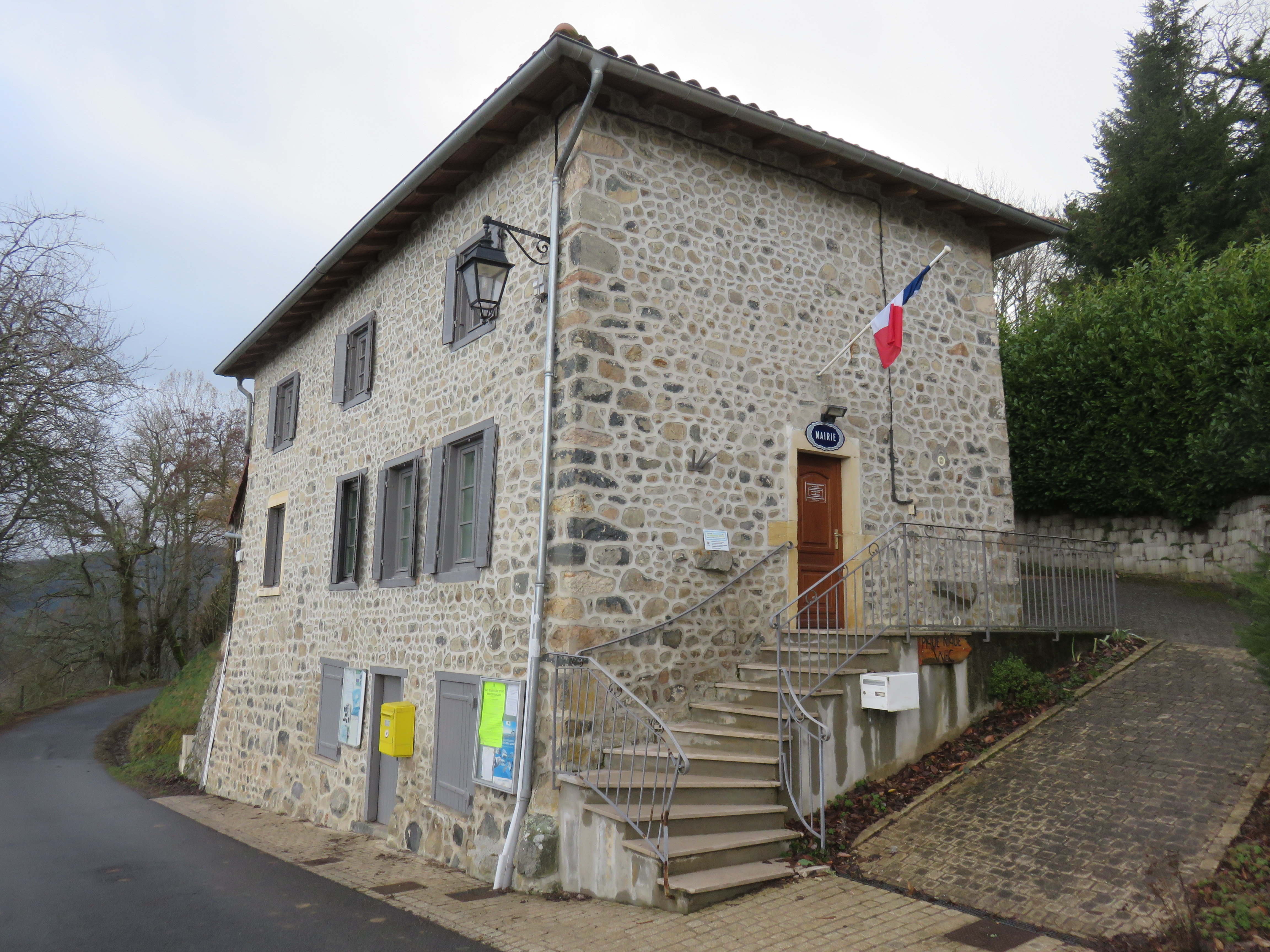
Mairie de Vernay.

| Période                                  | Période  | Identité              | Étiquette | Qualité |
| ---------------------------------------- | -------- | --------------------- | --------- | ------- |
| 2014                                     | En cours | Philippe Perret       |           |         |
| 2008                                     | 2014     | Didier Bazy           |           |         |
| 2008                                     | 2008     | Didier Cinquin        |           |         |
| 1999                                     | 2008     | Nicole Simonet        | DVD       |         |
| 1995                                     | 1999     | Louis Geoffray        |           |         |
| 1983                                     | 1995     | Michel Carette        |           |         |
| 1979                                     | 1983     | Louis Geoffray        |           |         |
| 1969                                     | 1979     | Louis Lepy            |           |         |
| 1936                                     | 1969     | Jean-Marie Carette    |           |         |
| 1934                                     | 1936     | Etienne Mandelier     |           |         |
| 1931                                     | 1934     | Prosper Renard        |           |         |
| 1931                                     | 1931     | Claudius Vernus       |           |         |
| 1921                                     | 1931     | Joseph Lepy           |           |         |
| 1912                                     | 1921     | Jean-Pierre Crozet    |           |         |
| 1899                                     | 1910     | Jean-Claude Désigaud  |           |         |
| 1890                                     | 1891     | Jean Crozet           |           |         |
| 1883                                     | 188?     | Antoine Lacombe       |           |         |
| 1872                                     | 1881     | Antoine Crozet        |           |         |
| 1843                                     | 1870     | Joseph-Antoine Augris |           |         |
| 1832                                     | 18??     | Claude Sanlaville     |           |         |
| 1827                                     | 1831     | Pierre Dulac          |           |         |
| 1819                                     | 1827     | Jean Désigaud         |           |         |
| 1795                                     | 1796     | Antoine Guyon         |           |         |
| 1793                                     | 1794     | Jean Désigaud         |           |         |
| Les données manquantes sont à compléter. |          |                       |           |         |

## Démographie
L'évolution du nombre d'habitants est connue à travers les recensements de la population effectués dans la commune depuis 1800. Pour les communes de moins de 10 000 habitants, une enquête de recensement portant sur toute la population est réalisée tous les cinq ans, les populations de référence des années intermédiaires étant quant à elles estimées par interpolation ou extrapolation. Pour la commune, le premier recensement exhaustif entrant dans le cadre du nouveau dispositif a été réalisé en 2007.

En 2022, la commune comptait 117 habitants, en évolution de +12,5 % par rapport à 2016 (Rhône : +3,93 %, France hors Mayotte : +2,11 %).
| 1800 | 1806 | 1821 | 1831 | 1836 | 1841 | 1846 | 1851 | 1856 |
| ---- | ---- | ---- | ---- | ---- | ---- | ---- | ---- | ---- |
| 218  | 203  | 189  | 237  | 232  | 149  | 238  | 250  | 221  |

| 1861 | 1866 | 1872 | 1876 | 1881 | 1886 | 1891 | 1896 | 1901 |
| ---- | ---- | ---- | ---- | ---- | ---- | ---- | ---- | ---- |
| 205  | 203  | 184  | 187  | 172  | 172  | 148  | 138  | 127  |

| 1906 | 1911 | 1921 | 1926 | 1931 | 1936 | 1946 | 1954 | 1962 |
| ---- | ---- | ---- | ---- | ---- | ---- | ---- | ---- | ---- |
| 123  | 117  | 78   | 72   | 89   | 156  | 190  | 216  | 71   |

| 1968 | 1975 | 1982 | 1990 | 1999 | 2006 | 2007 | 2012 | 2017 |
| ---- | ---- | ---- | ---- | ---- | ---- | ---- | ---- | ---- |
| 80   | 98   | 121  | 51   | 127  | 118  | 115  | 103  | 101  |

| 2022 | - | - | - | - | - | - | - | - |
| ---- | - | - | - | - | - | - | - | - |
| 117  | - | - | - | - | - | - | - | - |

## Lieux et monuments

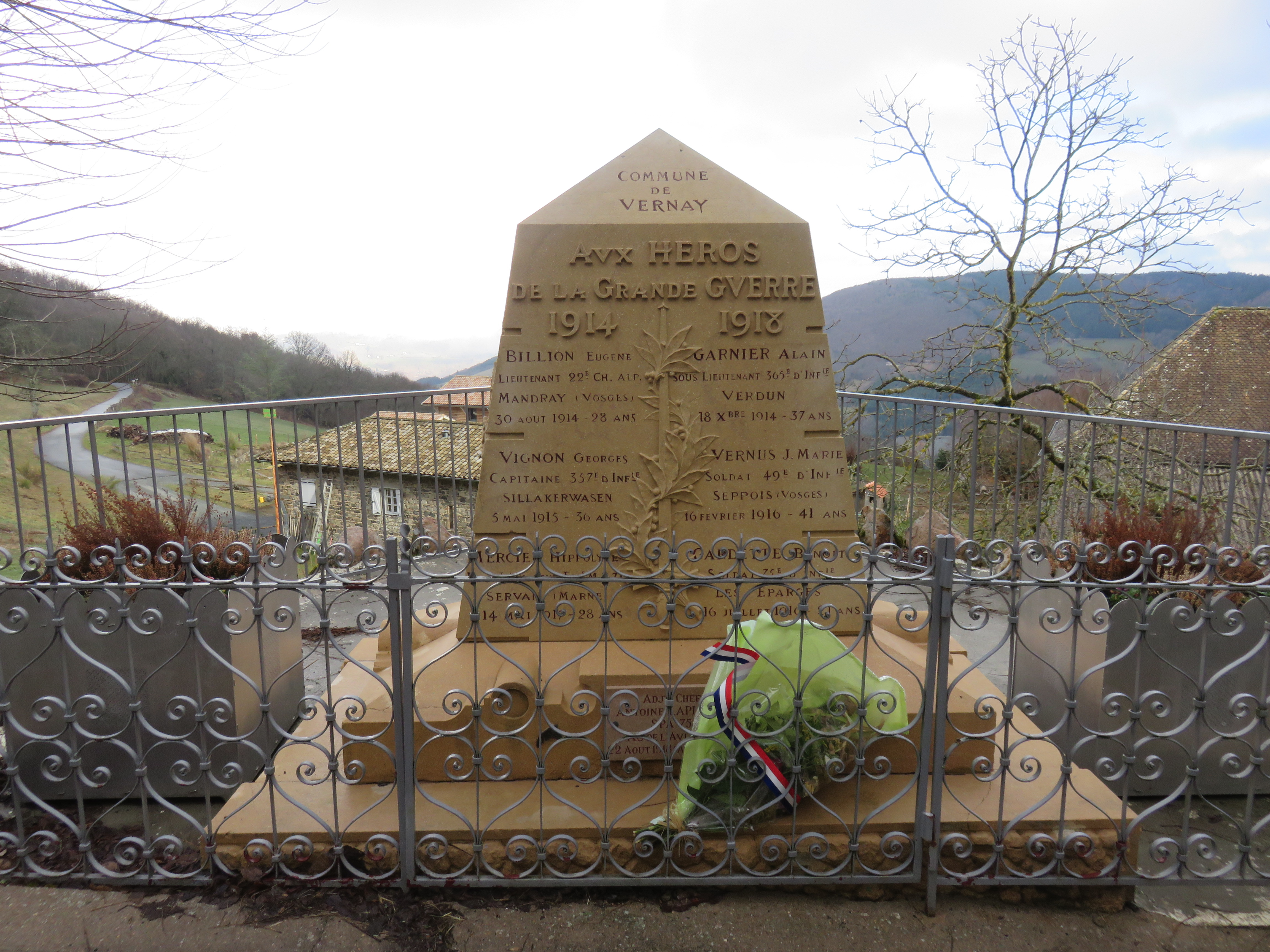
Monument aux morts de Vernay.

- Église romane du XIIe siècle.

## Personnalités liées à la commune
- Antoine Laplasse.